# 劇男零心会
劇男零心会（げきだんれいしんかい）は、1982年に発足し、渋谷で活動していた男性路上パフォーマンス集団である。東京ビクトリークラブと劇団原宿ガンジー(若手新進新劇結合体)（主なメンバー平賀雅臣・武野功雄・羽賀研二等）が合併してできた集団であり最盛期には50名程のメンバーが在籍していた。

## 経歴
発足と同時にスターダストプロモーションと契約締結。6月に劇男零心会旗揚げ公演『オレたちに明日はない』、8月東京湾船上公演、10月第二回公演『秋子』と活動を続けたが、1983年3月、路上でのパフォーマンス活動を否定するプロダクション側と衝突し契約終了。“劇男零心会”は解散した。ここで“劇男”の名称をはずしたグループ「零心会」と、“非・零心会”に分裂し、1983年7月25日、“非・零心会”メンバーによって“劇男一世風靡”が設立された。

### エピソード
- 哀川翔・小木茂光・松村冬風は、劇男零心会の前身である“東京ビクトリークラブ”から所属しており、柳葉敏郎が参加したのは1982年の終わり頃である。武野功雄も、1983年3月に劇男零心会が一旦解散するまでには主なメンバーになっていた。
- 風見しんご・野々村真・羽賀研二が“劇男一世風靡”出身といわれる（あるいは自ら言っている）が、彼等が参加していたのはこの“劇男零心会”である。メンバーが共通する部分もあるが、あくまで別物である。しかし風見のみ劇男一世風靡の立ち上げに関わっており、実質有志メンバーであった。
- 保阪尚希は、解散・分裂後の零心会に1983年から1986年まで参加していた。
- 唯一の音源化されたレコードは、解散・分裂後、『ザ・ハングマンV』（1986年）のエンディングで流れた『零心会のズンドコ節』であるが、前作の『ザ・ハングマンⅣ』（1984年）のエンディングで流れたKAJAが歌う「ありがたや節」のバックで踊っていたのも「零心会」である。
- Mr.Childrenや桑田佳祐のコンサートや、ジャニーズの舞台の振付などでも活躍してきたダンサーで振付師の川崎悦子がダンス指導をしていた[1][2][3]。

## ディスコグラフィ

### シングル
- 零心会のズンドコ節（作詞：中西冬樹、作曲：不詳、編曲：水谷公正）／風太郎節（作詞：鋭角一、作曲・編曲：水谷公正）（1986年1月22日、東芝EMI / EASTWORLD、WTP-17813）－　『ザ・ハングマンV』（ABC・テレビ朝日系放映）の主題歌。このドラマには最年少メンバーの松下一矢がレギュラー出演した。

### アルバム

#### オムニバスアルバム
- ザ・ハングマン 燃える音楽簿（1998年）－　「零心会のズンドコ節」収録。
- ヤバ歌謡3 NONSTOP DJ MIX -音頭編-（2014年）－　「零心会のズンドコ節」収録。